# کوستیانتین پیلیف
کوستیانتین پیلیف (انگلیسی: Kostyantyn Piliyev؛ زادهٔ ۲۸ فوریهٔ ۱۹۸۳) وزنه‌بردار اهل اوکراین است.